# AERO
AERO (Anthology of Electronic Revisited Originals) – album francuskiego twórcy muzyki elektronicznej Jeana-Michela Jarre’a. Album składa się z dwóch płyt: 1 CD i 1 DVD. Na płycie DVD znajdują się utwory w systemach Dolby Digital 5.1 i DTS 5.1, a na płycie CD dźwięk jest w systemie stereo.
W części filmowej DVD widać oczy ówczesnej partnerki Jarre’a (a później jego żony), francuskiej aktorki Anne Parillaud. Na okładce albumu widnieją oczy Jarre’a.

## Lista utworów (CD)
1. „Aero Opening” – 0:50
2. „Oxygene 2” – 7:41
3. „Aero” – 3:09
4. „Equinoxe 8” – 1:24
5. „Oxygene 4” – 5:05
6. „Souvenir of China” – 4:46
7. „Aerology” – 3:40
8. „Equinoxe 3” – 6:33
9. „Equinoxe 4” – 6:46
10. „Last Rendez-Vous” – 5:08
11. „Zoolookologie” – 3:54
12. „Aerozone” – 4:56
13. „Magnetic Fields 1” – 5:59
14. „Chronologie 6” – 6:10
15. „Bonus track Rendez-Vous 4 (Live Version)” – 7:35 (z udziałem gościnnym Safri Duo)

## Lista utworów (DVD)
1. „Aero Opening” – 0:16
2. „Scene 1” – 0:33
3. „Oxygene 2” – 7:12
4. „Scene 2” – 0:31
5. „Aero” – 3:09
6. „Equinoxe 8” – 1:26
7. „Oxygene 4” – 4:16
8. „Scene 3” – 0:32
9. „Souvenir of China” – 4:13
10. „Scene 4” – 0:50
11. „Aerology” – 3:02
12. „Scene 5” – 0:37
13. „Equinoxe 3” – 6:08
14. „Scene 6” – 0:26
15. „Equinoxe 4” – 5:40
16. „Scene 7” – 1:06
17. „Last Rendez-Vous” – 4:41
18. „Scene 8” – 0:27
19. „Zoolookogy” – 3:34
20. „Scene 9” – 0:12
21. „Aerozone” – 4:51
22. „Scene 10” – 0:16
23. „Magnetic Fields 1” – 5:42
24. „Scene 11” – 0:17
25. „Chronology 6” – 4:54
26. „Bonus track Rendez-Vous 4 (Live Version)” – 7:35 (z udziałem gościnnym Safri Duo)